# Tornei di tennis maschili nel 1926
Prima della nascita della cosiddetta "Era Open" del tennis, ossia l'apertura ai tennisti professionisti dei tornei che prima di quell'anno erano riservati ai tennisti dilettanti. Nel 1926 i tornei si distinguevano in pro e amatoriali: ai primi potevano partecipare solo i giocatori professionisti, mentre ai secondi potevano partecipare solo i tennisti dilettanti. Tutti i tornei più importanti erano amatoriali tra questi c'erano i tornei del Grande Slam: gli Australian Championships, gli Internazionali di Francia, il Torneo di Wimbledon e gli U.S. National Championships.

## Calendario

### Legenda
| Tornei amatoriali       |
| Tornei professionistici |

### Dicembre 1925
| Settimana   | Torneo                                                            | Vincitore                      | Finalista       | Semifinalisti | Eliminati ai quarti |
| ----------- | ----------------------------------------------------------------- | ------------------------------ | --------------- | ------------- | ------------------- |
| 28 dicembre | Beausite New Year Meeting 1926 Cannes, Francia Singolare - Doppio | Henry George Mayes 6-3 6-1 6-1 | Donald M. Greig |               |                     |
| 28 dicembre | Beausite New Year Meeting 1926 Cannes, Francia Singolare - Doppio |                                |                 |               |                     |

### Gennaio
| Settimana  | Torneo                                                                     | Vincitore                                | Finalista                      | Semifinalisti | Eliminati ai quarti |
| ---------- | -------------------------------------------------------------------------- | ---------------------------------------- | ------------------------------ | ------------- | ------------------- |
| 11 gennaio | New Courts Club Championships 1926 Cannes, Francia Singolare - Doppio      | Henri Cochet 3-6 6-3 6-3 3-6 6-4         | Henry George Mayes             |               |                     |
| 11 gennaio | New Courts Club Championships 1926 Cannes, Francia Singolare - Doppio      |                                          |                                |               |                     |
| 18 gennaio | Metropole Club Championships 1926 Cannes, Francia Singolare - Doppio       | Jacques Brugnon 3-6 3-6 6-1 6-1 6-1      | Henry George Mayes             |               |                     |
| 18 gennaio | Metropole Club Championships 1926 Cannes, Francia Singolare - Doppio       |                                          |                                |               |                     |
| 25 gennaio | French Covered Court Championships 1926 Parigi, Francia Singolare - Doppio | René Lacoste 6-1 4-6 8-6 7-5             | Jean Borotra                   |               |                     |
| 25 gennaio | French Covered Court Championships 1926 Parigi, Francia Singolare - Doppio |                                          |                                |               |                     |
| 25 gennaio | Gallia Club Championships 1926 Cannes, Francia Singolare - Doppio          | Henri Cochet 6-4 6-3 2-6 7-5             | Henry George Mayes             |               |                     |
| 25 gennaio | Gallia Club Championships 1926 Cannes, Francia Singolare - Doppio          |                                          |                                |               |                     |
| 25 gennaio | Australasian Championships 1926 Adelaide, Australia Singolare - Doppio     | John Hawkes 6-1 6-3 6-1                  | Jim Willard                    |               |                     |
| 25 gennaio | Australasian Championships 1926 Adelaide, Australia Singolare - Doppio     | John Hawkes Gerald Patterson 6-1 6-4 6-2 | James Anderson Pat O'Hara Wood |               |                     |

### Febbraio
| Settimana   | Torneo                                                                           | Vincitore                              | Finalista                                | Semifinalisti | Eliminati ai quarti |
| ----------- | -------------------------------------------------------------------------------- | -------------------------------------- | ---------------------------------------- | ------------- | ------------------- |
| 1º febbraio | Palm Beach Invitation 1926 Palm Beach, USA Singolare - Doppio                    | Jerry Lang 6-1 8-6 6-3                 | John Temple Graves                       |               |                     |
| 1º febbraio | Palm Beach Invitation 1926 Palm Beach, USA Singolare - Doppio                    | Jerry Lang Charles Kaye                |                                          |               |                     |
| 8 febbraio  | Casino Heights Invitational 1926 New York, USA Parquet indoor Singolare - Doppio | Bill Tilden 6-3 6-4 11-9               | Vincent Richards                         |               |                     |
| 8 febbraio  | Casino Heights Invitational 1926 New York, USA Parquet indoor Singolare - Doppio |                                        |                                          |               |                     |
| 8 febbraio  | Carlton Club Championships 1926 Cannes, Francia Singolare - Doppio               | Uberto De Morpurgo 6-4 3-6 5-7 9-7 6-2 | Charles Aeschliman                       |               |                     |
| 8 febbraio  | Carlton Club Championships 1926 Cannes, Francia Singolare - Doppio               |                                        |                                          |               |                     |
| 15 febbraio | US Indoors 1926 New York, USA Singolare - Doppio                                 | René Lacoste 15-13 6-3 2-6 6-3         | Jean Borotra                             |               |                     |
| 15 febbraio | US Indoors 1926 New York, USA Singolare - Doppio                                 | Bill Tilden Frederick Anderson         | Vincent Richards Francis Townsend Hunter |               |                     |
| 15 febbraio | Torneo di Beaulieu 1926 Beaulieu-sur-Mer, Francia Singolare - Doppio             | Charles Kingsley 7-5 3-6 6-1 6-4       | Herbert Bowman                           |               |                     |
| 15 febbraio | Torneo di Beaulieu 1926 Beaulieu-sur-Mer, Francia Singolare - Doppio             |                                        |                                          |               |                     |
| 22 febbraio | Buffalo Indoor 1926 Buffalo, USA Singolare - Doppio                              | Manuel Alonso 3-6 6-3 7-5 6-4          | Arnold W. Jones                          |               |                     |
| 22 febbraio | Buffalo Indoor 1926 Buffalo, USA Singolare - Doppio                              |                                        |                                          |               |                     |
| 22 febbraio | Bermuda International Championships 1926 Hamilton, Bermuda Singolare - Doppio    | William F. Crocker 6-8 6-4 6-2 0-6 6-3 | Bela von Kehrling                        |               |                     |
| 22 febbraio | Bermuda International Championships 1926 Hamilton, Bermuda Singolare - Doppio    |                                        |                                          |               |                     |
| 22 febbraio | Monte Carlo Cup 1926 Monte Carlo, Monte Carlo Singolare - Doppio                 | Bela von Kehrling 6-4 6-1 6-3          | Charles Kingsley                         |               |                     |
| 22 febbraio | Monte Carlo Cup 1926 Monte Carlo, Monte Carlo Singolare - Doppio                 |                                        |                                          |               |                     |

### Marzo
| Settimana | Torneo                                                                            | Vincitore                                         | Finalista                           | Semifinalisti | Eliminati ai quarti |
| --------- | --------------------------------------------------------------------------------- | ------------------------------------------------- | ----------------------------------- | ------------- | ------------------- |
| 1º marzo  | Egyptian International Championships 1926 Il Cairo, Egitto Singolare - Doppio     | Augustos Zerlendis                                | non conosciuta (bandiera)           |               |                     |
| 1º marzo  | Egyptian International Championships 1926 Il Cairo, Egitto Singolare - Doppio     |                                                   |                                     |               |                     |
| 1º marzo  | Dixie Championships 1926 Tampa, USA Singolare - Doppio                            | Vincent Richards 6-1 6-0 6-0                      | Robert Kinsey                       |               |                     |
| 1º marzo  | Dixie Championships 1926 Tampa, USA Singolare - Doppio                            |                                                   |                                     |               |                     |
| 1º marzo  | Riviera Championships 1926 Mentone, Francia Singolare - Doppio                    | Henri Cochet 6-4 3-6 7-5 3-6 8-6                  | Bela von Kehrling                   |               |                     |
| 1º marzo  | Riviera Championships 1926 Mentone, Francia Singolare - Doppio                    |                                                   |                                     |               |                     |
| 8 marzo   | Florida State Championships 1926 Palm Beach, USA Singolare - Doppio               | Vincent Richards 4-6 6-1 6-1 6-3                  | Takeichi Harada                     |               |                     |
| 8 marzo   | Florida State Championships 1926 Palm Beach, USA Singolare - Doppio               |                                                   |                                     |               |                     |
| 8 marzo   | South of France Championships 1926 Nizza, Francia Singolare - Doppio              | Uberto De Morpurgo 1-6 6-2 6-3 6-3                | Henri Cochet                        |               |                     |
| 8 marzo   | South of France Championships 1926 Nizza, Francia Singolare - Doppio              |                                                   |                                     |               |                     |
| 15 marzo  | Southeastern Championships 1926 Jacksonville, USA Singolare - Doppio              | Vincent Richards 6-8 14-12 4-6 6-0 6-4            | Bill Tilden                         |               |                     |
| 15 marzo  | Southeastern Championships 1926 Jacksonville, USA Singolare - Doppio              |                                                   |                                     |               |                     |
| 15 marzo  | Côte d'Azur Championships 1926 Cannes, Francia Singolare - Doppio                 | Henri Cochet 6-4 6-3 6-0                          | Charles Aeschliman                  |               |                     |
| 15 marzo  | Côte d'Azur Championships 1926 Cannes, Francia Singolare - Doppio                 |                                                   |                                     |               |                     |
| 22 marzo  | Queen's Covered Court Championships 1926 Londra, Gran Bretagna Singolare - Doppio | Noel Turnbull 7-9 0-6 6-3 6-1 7-5                 | Bunny Henry Austin                  |               |                     |
| 22 marzo  | Queen's Covered Court Championships 1926 Londra, Gran Bretagna Singolare - Doppio |                                                   |                                     |               |                     |
| 22 marzo  | Halifax County Championships 1926 Ormond Beach, USA Singolare - Doppio            | Takeichi Harada 6-1 6-4 6-4                       | George O'Connell                    |               |                     |
| 22 marzo  | Halifax County Championships 1926 Ormond Beach, USA Singolare - Doppio            | Takeichi Harada Samuel Howard Voshell 6-4 6-1 6-3 | Jerry Lang Fred Baggs               |               |                     |
| 22 marzo  | South Australian Championships 1926 Adelaide, Australia Singolare - Doppio        | Ernest T. Rowe 6-2, 6-3, 7-5                      | S. Gordon Lum                       |               |                     |
| 22 marzo  | South Australian Championships 1926 Adelaide, Australia Singolare - Doppio        |                                                   |                                     |               |                     |
| 22 marzo  | Cannes Championships 1926 Cannes, Francia Singolare - Doppio                      | Charles Aeschliman 6-1 6-2                        | Gordon Lowe                         |               |                     |
| 22 marzo  | Cannes Championships 1926 Cannes, Francia Singolare - Doppio                      |                                                   |                                     |               |                     |
| 29 marzo  | South Atlantic Championships 1926 Augusta, USA Singolare - Doppio                 | Bill Tilden 6-3 6-8 6-4 2-6 6-3                   | Alfred Chapin                       |               |                     |
| 29 marzo  | South Atlantic Championships 1926 Augusta, USA Singolare - Doppio                 | Bill Tilden Sandy Weiner 6-4 6-4 4-6 1-6 6-3      | Samuel Howard Voshell Alfred Chapin |               |                     |
| 29 marzo  | Carlton Club Second Meeting 1926 Cannes, Francia Singolare - Doppio               | Charles Aeschliman 3-6 6-2 6-3 6-1                | Brame Hillyard                      |               |                     |
| 29 marzo  | Carlton Club Second Meeting 1926 Cannes, Francia Singolare - Doppio               |                                                   |                                     |               |                     |
| 29 marzo  | Tournoi des Paques 1926 Parigi, Francia Singolare - Doppio                        | Jean Couiteas de Faucamberge 6-3 6-0 6-4          | J Rebois                            |               |                     |
| 29 marzo  | Tournoi des Paques 1926 Parigi, Francia Singolare - Doppio                        |                                                   |                                     |               |                     |

### Aprile
| Settimana | Torneo                                                                                | Vincitore                             | Finalista                          | Semifinalisti | Eliminati ai quarti |
| --------- | ------------------------------------------------------------------------------------- | ------------------------------------- | ---------------------------------- | ------------- | ------------------- |
| 5 aprile  | South African Championships 1926 Johannesburg, Sudafrica Singolare - Doppio           | Jack Condon 6-0 6-3 6-2               | Cecil Blackbeard                   |               |                     |
| 5 aprile  | South African Championships 1926 Johannesburg, Sudafrica Singolare - Doppio           |                                       |                                    |               |                     |
| 5 aprile  | Beausoleil Championships 1926 Monte Carlo, Monte Carlo Singolare - Doppio             | Uberto De Morpurgo 6-4 6-4 6-2        | Brame Hillyard                     |               |                     |
| 5 aprile  | Beausoleil Championships 1926 Monte Carlo, Monte Carlo Singolare - Doppio             |                                       |                                    |               |                     |
| 5 aprile  | Torneo di Magdalen Park 1926 Magdalen Park, Gran Bretagna Singolare - Doppio          | Bunny Henry Austin 6-2 10-8           | Noel Turnbull                      |               |                     |
| 5 aprile  | Torneo di Magdalen Park 1926 Magdalen Park, Gran Bretagna Singolare - Doppio          |                                       |                                    |               |                     |
| 5 aprile  | Western North Carolina Championships 1926 Asheville, USA Singolare - Doppio           | Bill Tilden 6-4 4-6 12-10 4-6 9-7     | Alfred Chapin                      |               |                     |
| 5 aprile  | Western North Carolina Championships 1926 Asheville, USA Singolare - Doppio           | Bill Tilden Alfred Chapin 6-3 6-1 6-4 | Samuel Howard Voshell Tacky Harada |               |                     |
| 12 aprile | German Championships 1926 Berlino, Germania Singolare - Doppio                        | Hans Moldenhauer 6-2 6-1 6-1          | Walter Dessart                     |               |                     |
| 12 aprile | German Championships 1926 Berlino, Germania Singolare - Doppio                        |                                       |                                    |               |                     |
| 12 aprile | British Hard Court Championships 1926 Bournemouth, Gran Bretagna Singolare - Doppio   | Jacques Brugnon 7-5 4-6 3-6 8-6 6-3   | Bunny Henry Austin                 |               |                     |
| 12 aprile | British Hard Court Championships 1926 Bournemouth, Gran Bretagna Singolare - Doppio   |                                       |                                    |               |                     |
| 12 aprile | North & South Championships 1926 Pinehurst, USA Terra rossa Singolare - Doppio        | Jerry Lang 3-6 3-6 10-8 6-4 6-4       | Alfred Chapin                      |               |                     |
| 12 aprile | North & South Championships 1926 Pinehurst, USA Terra rossa Singolare - Doppio        |                                       |                                    |               |                     |
| 19 aprile | Roehampton Hard Court Championships 1926 Roehampton, Gran Bretagna Singolare - Doppio | Nigel Sharpe 6-8 6-3 6-3 6-3          | John Colin Gregory                 |               |                     |
| 19 aprile | Roehampton Hard Court Championships 1926 Roehampton, Gran Bretagna Singolare - Doppio |                                       |                                    |               |                     |
| 19 aprile | New South Wales Championships 1926 Sydney, Australia Singolare - Doppio               | Fred Kalms 6-2, 6-4, 3-6, 6-4         | Eskell D. Andrews                  |               |                     |
| 19 aprile | New South Wales Championships 1926 Sydney, Australia Singolare - Doppio               |                                       |                                    |               |                     |
| 19 aprile | Mason & Dixon Trophy 1926 White Sulphur Springs, USA Singolare - Doppio               | Vincent Richards 11-9 6-2 2-6 3-6 6-3 | Bill Tilden                        |               |                     |
| 19 aprile | Mason & Dixon Trophy 1926 White Sulphur Springs, USA Singolare - Doppio               |                                       |                                    |               |                     |
| 26 aprile | North London Hard Court Championships 1926 Highbury, Gran Bretagna Singolare - Doppio | Athar-Ali Fyzee 7-5 7-5               | Norman H. Latchford                |               |                     |
| 26 aprile | North London Hard Court Championships 1926 Highbury, Gran Bretagna Singolare - Doppio |                                       |                                    |               |                     |
| 26 aprile | Torneo di Ealing 1926 Ealing, Gran Bretagna Singolare - Doppio                        | Noel Turnbull 5-7 7-5 6-2 6-3         | Charles Kingsley                   |               |                     |
| 26 aprile | Torneo di Ealing 1926 Ealing, Gran Bretagna Singolare - Doppio                        |                                       |                                    |               |                     |

### Maggio
| Settimana | Torneo                                                                             | Vincitore                                      | Finalista                    | Semifinalisti | Eliminati ai quarti |
| --------- | ---------------------------------------------------------------------------------- | ---------------------------------------------- | ---------------------------- | ------------- | ------------------- |
| 10 maggio | North Side Championships 1926 University Heights, USA Singolare - Doppio           | Herbert Bowman 13-11 7-5 6-8 2-6 6-3           | Frederick Anderson           |               |                     |
| 10 maggio | North Side Championships 1926 University Heights, USA Singolare - Doppio           |                                                |                              |               |                     |
| 10 maggio | German Pro Championships 1926 Berlino, Germania Singolare - Doppio                 | Roman Najuch 6-4 6-3 0-6 6-3                   | Karel Koželuh                |               |                     |
| 10 maggio | German Pro Championships 1926 Berlino, Germania Singolare - Doppio                 |                                                |                              |               |                     |
| 17 maggio | Surrey Championships 1926 Surbiton, Gran Bretagna Singolare - Doppio               | Charles Kingsley 6-4 6-2 ritiro                | Gordon Crole-Rees            |               |                     |
| 17 maggio | Surrey Championships 1926 Surbiton, Gran Bretagna Singolare - Doppio               |                                                |                              |               |                     |
| 17 maggio | Southern California Championships 1926 Los Angeles, USA Cemento Singolare - Doppio | Benjamin Gorchakoff                            | non conosciuta (bandiera)    |               |                     |
| 17 maggio | Southern California Championships 1926 Los Angeles, USA Cemento Singolare - Doppio |                                                |                              |               |                     |
| 17 maggio | Castle Point Trophy 1926 Hoboken, USA Singolare - Doppio                           | Richard D. Lewis 3-6 6-4 6-8 7-5 6-1           | Allen Behr                   |               |                     |
| 17 maggio | Castle Point Trophy 1926 Hoboken, USA Singolare - Doppio                           |                                                |                              |               |                     |
| 24 maggio | Sydney Championships 1926 Sydney, Australia Singolare - Doppio                     | Richard Schlesinger 2-6 6-4 6-1                | Leslie E. Baker              |               |                     |
| 24 maggio | Sydney Championships 1926 Sydney, Australia Singolare - Doppio                     |                                                |                              |               |                     |
| 24 maggio | Middlesex Championships 1926 Chiswick Park, Gran Bretagna Singolare - Doppio       | Pat Hughes 8-6 10-8 6-1                        | Henry George Mayes           |               |                     |
| 24 maggio | Middlesex Championships 1926 Chiswick Park, Gran Bretagna Singolare - Doppio       |                                                |                              |               |                     |
| 24 maggio | Queensboro Championships 1926 Kew Gardens, USA Singolare - Doppio                  | William Fiebleman 6-2 8-6 6-2                  | Allen Hawthorne Behr         |               |                     |
| 24 maggio | Queensboro Championships 1926 Kew Gardens, USA Singolare - Doppio                  |                                                |                              |               |                     |
| 24 maggio | Central California Championships 1926 Sacramento, USA Singolare - Doppio           | Bill Johnston 6-3 4-6 ritiro                   | Clarence James Griffin       |               |                     |
| 24 maggio | Central California Championships 1926 Sacramento, USA Singolare - Doppio           |                                                |                              |               |                     |
| 24 maggio | Orange Club Championships 1926 Mountain Station, USA Singolare - Doppio            | Manuel Alonso 6-4 6-4 6-2                      | Jerry Lang                   |               |                     |
| 24 maggio | Orange Club Championships 1926 Mountain Station, USA Singolare - Doppio            |                                                |                              |               |                     |
| 31 maggio | Northern England Championships 1926 Liverpool, Gran Bretagna Singolare - Doppio    | Max Woosnam 7-9 6-2 6-2 8-6                    | Douglas Hodges               |               |                     |
| 31 maggio | Northern England Championships 1926 Liverpool, Gran Bretagna Singolare - Doppio    |                                                |                              |               |                     |
| 31 maggio | North London Championships 1926 Londra, Gran Bretagna Singolare - Doppio           | Henry George Mayes 8-6 6-2 6-3                 | Gordon Lowe                  |               |                     |
| 31 maggio | North London Championships 1926 Londra, Gran Bretagna Singolare - Doppio           |                                                |                              |               |                     |
| 31 maggio | Pennsylvania Clay Court Championships 1926 Filadelfia, USA Singolare - Doppio      | Manuel Alonso 6-3 3-6 6-2 9-7                  | Stanley Pearson              |               |                     |
| 31 maggio | Pennsylvania Clay Court Championships 1926 Filadelfia, USA Singolare - Doppio      |                                                |                              |               |                     |
| 31 maggio | Connecticut State Championships 1926 New Haven, USA Singolare - Doppio             | Alfred Chapin 8-6 6-4 7-5                      | Bill Tilden                  |               |                     |
| 31 maggio | Connecticut State Championships 1926 New Haven, USA Singolare - Doppio             |                                                |                              |               |                     |
| 31 maggio | Brooklyn Championships 1926 New York, USA Singolare - Doppio                       | Allen Hawthorne Behr 4-6 6-3 6-4 6-3           | Bill Aydelotte               |               |                     |
| 31 maggio | Brooklyn Championships 1926 New York, USA Singolare - Doppio                       |                                                |                              |               |                     |
| 31 maggio | Internazionali di Francia 1926 Parigi, Francia Singolare - Doppio                  | Henri Cochet 6-2 6-4 6-3                       | René Lacoste                 |               |                     |
| 31 maggio | Internazionali di Francia 1926 Parigi, Francia Singolare - Doppio                  | Vincent Richards Howard Kinsey 6-4 6-1 4-6 6-4 | Henri Cochet Jacques Brugnon |               |                     |

### Giugno
| Settimana | Torneo                                                                                 | Vincitore                                      | Finalista                       | Semifinalisti | Eliminati ai quarti |
| --------- | -------------------------------------------------------------------------------------- | ---------------------------------------------- | ------------------------------- | ------------- | ------------------- |
| 7 giugno  | New England Championships 1926 Hartford, USA Singolare - Doppio                        | Bill Tilden 6-3 10-8 9-7                       | Alfred Chapin                   |               |                     |
| 7 giugno  | New England Championships 1926 Hartford, USA Singolare - Doppio                        |                                                |                                 |               |                     |
| 7 giugno  | Kent Championships 1926 Beckenham, Gran Bretagna Singolare - Doppio                    | Gordon Crole-Rees 6-4 6-2                      | Patrick Spence                  |               |                     |
| 7 giugno  | Kent Championships 1926 Beckenham, Gran Bretagna Singolare - Doppio                    |                                                |                                 |               |                     |
| 7 giugno  | New Jersey State Championships 1926 Montclair, USA Singolare - Doppio                  | Herbert Bowman 6-1 6-1 6-2                     | Allen Hawthorne Behr            |               |                     |
| 7 giugno  | New Jersey State Championships 1926 Montclair, USA Singolare - Doppio                  |                                                |                                 |               |                     |
| 14 giugno | Roehampton Grass Court Championships 1926 Roehampton, Gran Bretagna Singolare - Doppio | Pat Hughes 8-10 4-6 6-4 6-2 6-3                | Donald M. Greig                 |               |                     |
| 14 giugno | Roehampton Grass Court Championships 1926 Roehampton, Gran Bretagna Singolare - Doppio |                                                |                                 |               |                     |
| 14 giugno | Queen's Club Championships 1926 Londra, Gran Bretagna Singolare - Doppio               | Henry George Mayes 6-3 6-2                     | Gordon Lowe                     |               |                     |
| 14 giugno | Queen's Club Championships 1926 Londra, Gran Bretagna Singolare - Doppio               |                                                |                                 |               |                     |
| 14 giugno | Missouri Valley Championships 1926 Saint Louis, USA Singolare - Doppio                 | Alfred Chapin 6-4 6-2 3-6 6-3                  | Wray Brown                      |               |                     |
| 14 giugno | Missouri Valley Championships 1926 Saint Louis, USA Singolare - Doppio                 |                                                |                                 |               |                     |
| 14 giugno | Middle States Championships 1926 Filadelfia, USA Singolare - Doppio                    | Bill Tilden 6-3 6-4 3-6 6-4                    | Manuel Alonso                   |               |                     |
| 14 giugno | Middle States Championships 1926 Filadelfia, USA Singolare - Doppio                    | Bill Tilden Sandy Weiner 4-6 12-10 2-6 7-5 6-4 | Wallace Johnson Stanley Pearson |               |                     |
| 14 giugno | Metropolitan Clay Court Championships 1926 New York, USA Singolare - Doppio            | Francis Townsend Hunter 6-0 6-0 6-4            | Percy Lloyd Kynaston            |               |                     |
| 14 giugno | Metropolitan Clay Court Championships 1926 New York, USA Singolare - Doppio            |                                                |                                 |               |                     |
| 14 giugno | Pacific Coast Championships 1926 Berkeley, USA Cemento Singolare - Doppio              | Bill Johnston 6-2 6-1 6-3                      | Clarence James Griffin          |               |                     |
| 14 giugno | Pacific Coast Championships 1926 Berkeley, USA Cemento Singolare - Doppio              |                                                |                                 |               |                     |
| 21 giugno | Western Championships 1926 Indianapolis, USA Singolare - Doppio                        | Alfred Chapin 7-5 6-2 6-3                      | Brian Norton                    |               |                     |
| 21 giugno | Western Championships 1926 Indianapolis, USA Singolare - Doppio                        |                                                |                                 |               |                     |
| 21 giugno | Torneo di Wimbledon 1926 Londra, Gran Bretagna Singolare - Doppio                      | Jean Borotra 8-6 6-1 6-3                       | Howard Kinsey                   |               |                     |
| 21 giugno | Torneo di Wimbledon 1926 Londra, Gran Bretagna Singolare - Doppio                      | Henri Cochet Jacques Brugnon 7-5 4-6 6-3 6-2   | Howard Kinsey Vincent Richards  |               |                     |
| 28 giugno | Nassau Bowl 1926 Glen Cove, USA Singolare - Doppio                                     | Lewis N. White 6-1 6-0 7-5                     | Watson Washburn                 |               |                     |
| 28 giugno | Nassau Bowl 1926 Glen Cove, USA Singolare - Doppio                                     |                                                |                                 |               |                     |
| 28 giugno | Kings County Championships 1926 Brooklyn, USA Singolare - Doppio                       | Allen Hawthorne Behr 11-9 6-3 8-6              | Leon De Turenne                 |               |                     |
| 28 giugno | Kings County Championships 1926 Brooklyn, USA Singolare - Doppio                       |                                                |                                 |               |                     |
| 28 giugno | Illinois State Championships 1926 Chicago, USA Singolare - Doppio                      | Alfred Chapin 3-6 0-6 6-3 6-2 6-1              | Wray Brown                      |               |                     |
| 28 giugno | Illinois State Championships 1926 Chicago, USA Singolare - Doppio                      |                                                |                                 |               |                     |

### Luglio
| Settimana | Torneo                                                                               | Vincitore                                           | Finalista                     | Semifinalisti | Eliminati ai quarti |
| --------- | ------------------------------------------------------------------------------------ | --------------------------------------------------- | ----------------------------- | ------------- | ------------------- |
| 5 luglio  | Midland Counties Championships 1926 Edgbaston, Gran Bretagna Singolare - Doppio      | Hector Cosmo Fisher 6-1 9-7 5-7 6-1                 | Jack Hillyard                 |               |                     |
| 5 luglio  | Midland Counties Championships 1926 Edgbaston, Gran Bretagna Singolare - Doppio      |                                                     |                               |               |                     |
| 5 luglio  | Canadian Championships 1926 Vancouver, Canada Singolare - Doppio                     | Leon de Turenne 6-4 6-3 6-0                         | Wallace Scott                 |               |                     |
| 5 luglio  | Canadian Championships 1926 Vancouver, Canada Singolare - Doppio                     | Leon de Turenne John Proctor 6-1, 6-3, 6-1          | Howard Langlie Armand Quilman |               |                     |
| 5 luglio  | East of England Championships 1926 Felixstowe, Gran Bretagna Singolare - Doppio      | Americo Catarruzza 6-4 6-4 8-6                      | Ronald Boyd                   |               |                     |
| 5 luglio  | East of England Championships 1926 Felixstowe, Gran Bretagna Singolare - Doppio      |                                                     |                               |               |                     |
| 5 luglio  | Quaker Ridge Championships 1926 New Rochelle, USA Singolare - Doppio                 | Francis Townsend Hunter walkover                    | Julius Seligson               |               |                     |
| 5 luglio  | Quaker Ridge Championships 1926 New Rochelle, USA Singolare - Doppio                 |                                                     |                               |               |                     |
| 5 luglio  | U.S. Men's Clay Court Championships 1926 Detroit, USA Terra rossa Singolare - Doppio | Bill Tilden walkover                                | Brian Norton                  |               |                     |
| 5 luglio  | U.S. Men's Clay Court Championships 1926 Detroit, USA Terra rossa Singolare - Doppio | Lewis White Louis Thalheimer                        |                               |               |                     |
| 12 luglio | Tri-State Championships 1926 Cincinnati, USA Singolare - Doppio                      | Bill Tilden 4-6 6-3 7-9 6-4 6-3                     | George Lott                   |               |                     |
| 12 luglio | Tri-State Championships 1926 Cincinnati, USA Singolare - Doppio                      | Francisco Aragon Guillermo Aragon 6-2 1-6 14-12 6-1 | Paul Kunkel Ray Kunkel        |               |                     |
| 12 luglio | Northumberland Championships 1926 Newcastle, Gran Bretagna Singolare - Doppio        | Edward Higgs 6-1 4-6 6-4 6-4                        | Arthur Holden Lowe            |               |                     |
| 12 luglio | Northumberland Championships 1926 Newcastle, Gran Bretagna Singolare - Doppio        |                                                     |                               |               |                     |
| 12 luglio | Torneo di Frinton-on-Sea 1926 Frinton-on-Sea, Gran Bretagna Singolare - Doppio       | Patric Spence 6-3 7-5                               | Allison Leslie Godfree        |               |                     |
| 12 luglio | Torneo di Frinton-on-Sea 1926 Frinton-on-Sea, Gran Bretagna Singolare - Doppio       |                                                     |                               |               |                     |
| 12 luglio | Irish Championships 1926 Dublino, Irlanda Singolare - Doppio                         | Pierre Henry Landry 6-2 6-1 6-3                     | Maurice Summerson             |               |                     |
| 12 luglio | Irish Championships 1926 Dublino, Irlanda Singolare - Doppio                         |                                                     |                               |               |                     |
| 12 luglio | Welsh Championships 1926 Newport, Gran Bretagna Singolare - Doppio                   | Hector Fisher 6-1 4-6 6-3 6-3                       | Peter Freeman                 |               |                     |
| 12 luglio | Welsh Championships 1926 Newport, Gran Bretagna Singolare - Doppio                   |                                                     |                               |               |                     |
| 12 luglio | Ulster County Championships 1926 Lake Mohonk, USA Singolare - Doppio                 | Henry Bassford 1-6 6-1 6-2 6-4                      | Norman Winter                 |               |                     |
| 12 luglio | Ulster County Championships 1926 Lake Mohonk, USA Singolare - Doppio                 |                                                     |                               |               |                     |
| 12 luglio | Rhode Island State Championships 1926 Providence, USA Singolare - Doppio             | Edward Chandler 9-7 3-6 6-1 6-1                     | Takeichi Harada               |               |                     |
| 12 luglio | Rhode Island State Championships 1926 Providence, USA Singolare - Doppio             |                                                     |                               |               |                     |
| 12 luglio | West New Jersey Championships 1926 Moorestown, USA Singolare - Doppio                | Carl Fischer 2-6 2-6 8-6 6-3 8-6                    | Samuel Gilpin                 |               |                     |
| 12 luglio | West New Jersey Championships 1926 Moorestown, USA Singolare - Doppio                |                                                     |                               |               |                     |
| 12 luglio | Long Island State Championships 1926 Woodmere, USA Singolare - Doppio                | Percy Lloyd Kynaston 1-6 6-2 6-1 2-1 ritiro         | Maurice Ferrier               |               |                     |
| 12 luglio | Long Island State Championships 1926 Woodmere, USA Singolare - Doppio                |                                                     |                               |               |                     |
| 19 luglio | Longwood Bowl 1926 Brookline, USA Erba Singolare - Doppio                            | Bill Tilden 6-3 6-4 6-3                             | Lewis White                   |               |                     |
| 19 luglio | Longwood Bowl 1926 Brookline, USA Erba Singolare - Doppio                            | Lewis White Louis Thalheimer 7-5 6-0 6-2            | Bill Tilden Sandy Weiner      |               |                     |
| 19 luglio | North Jersey Coast Championships 1926 Spring Lake, USA Singolare - Doppio            | Frederick Anderson 6-4 6-3 6-0                      | Edward Oelsner                |               |                     |
| 19 luglio | North Jersey Coast Championships 1926 Spring Lake, USA Singolare - Doppio            |                                                     |                               |               |                     |
| 19 luglio | New York Championhips 1926 Hempstead, USA Singolare - Doppio                         | Jerry Lang 6-4 6-3 12-10                            | Herbert Bowman                |               |                     |
| 19 luglio | New York Championhips 1926 Hempstead, USA Singolare - Doppio                         |                                                     |                               |               |                     |
| 19 luglio | New South Wales Hard Court Championships 1926 Dubbo, Australia Singolare - Doppio    | Richard Schlesinger 6-4 5-7 7-5                     | James Willard                 |               |                     |
| 19 luglio | New South Wales Hard Court Championships 1926 Dubbo, Australia Singolare - Doppio    |                                                     |                               |               |                     |
| 26 luglio | Metropolitan Grass Court Championships 1926 Rye, USA Singolare - Doppio              | Vincent Richards 6-3 6-4 4-6 6-3                    | Bill Tilden                   |               |                     |
| 26 luglio | Metropolitan Grass Court Championships 1926 Rye, USA Singolare - Doppio              |                                                     |                               |               |                     |

### Agosto
| Settimana | Torneo                                                                            | Vincitore                                     | Finalista                 | Semifinalisti | Eliminati ai quarti |
| --------- | --------------------------------------------------------------------------------- | --------------------------------------------- | ------------------------- | ------------- | ------------------- |
| 2 agosto  | Seabright Invitational 1926 Seabright, USA Singolare - Doppio                     | Vincent Richards 6-2 10-8                     | Manuel Alonso             |               |                     |
| 2 agosto  | Seabright Invitational 1926 Seabright, USA Singolare - Doppio                     |                                               |                           |               |                     |
| 2 agosto  | Suffolk Championships 1926 Saxmundham, Gran Bretagna Singolare - Doppio           | Bunny Henry Austin 6-2 9-9 ritiro             | Randolph Lycett           |               |                     |
| 2 agosto  | Suffolk Championships 1926 Saxmundham, Gran Bretagna Singolare - Doppio           |                                               |                           |               |                     |
| 2 agosto  | Hampshire Championships 1926 Bournemouth, Gran Bretagna Singolare - Doppio        | Jack Montagu Hillyard 6-3 6-1                 | Rao Ranga                 |               |                     |
| 2 agosto  | Hampshire Championships 1926 Bournemouth, Gran Bretagna Singolare - Doppio        |                                               |                           |               |                     |
| 2 agosto  | Northern New Jersey Championships 1926 Westfield, USA Singolare - Doppio          | Gilbert Hall 5-7 6-4 6-4 6-1                  | Gregory Mangin            |               |                     |
| 2 agosto  | Northern New Jersey Championships 1926 Westfield, USA Singolare - Doppio          |                                               |                           |               |                     |
| 9 agosto  | Southern New York Championships 1926 Rye, USA Singolare - Doppio                  | Bill Tilden 4-6 6-4 7-5 6-22                  | Vincent Richards          |               |                     |
| 9 agosto  | Southern New York Championships 1926 Rye, USA Singolare - Doppio                  |                                               |                           |               |                     |
| 9 agosto  | Derbyshire Championships 1926 Buxton, Gran Bretagna Singolare - Doppio            | Charles Kingsley 6-2 3-6 6-4                  | George Fletcher           |               |                     |
| 9 agosto  | Derbyshire Championships 1926 Buxton, Gran Bretagna Singolare - Doppio            |                                               |                           |               |                     |
| 9 agosto  | West Sussex Championships 1926 Bognor Regis, Gran Bretagna Singolare - Doppio     | J.E. Pogson-Smith 6-3 6-3                     | Royden Dash               |               |                     |
| 9 agosto  | West Sussex Championships 1926 Bognor Regis, Gran Bretagna Singolare - Doppio     |                                               |                           |               |                     |
| 16 agosto | North of England Championships 1926 Scarborough, Gran Bretagna Singolare - Doppio | Charles Kingsley 10-8 6-0 1-6 8-6             | Keats Lester              |               |                     |
| 16 agosto | North of England Championships 1926 Scarborough, Gran Bretagna Singolare - Doppio |                                               |                           |               |                     |
| 16 agosto | Queensland Championships 1926 Brisbane, Australia Singolare - Doppio              | Jack Cummings 3-6 6-3 6-0 6-0                 | Edgar Moon                |               |                     |
| 16 agosto | Queensland Championships 1926 Brisbane, Australia Singolare - Doppio              |                                               |                           |               |                     |
| 23 agosto | Southampton Invitation 1926 Southampton, USA Erba Singolare - Doppio              | Bill Tilden 6-4 4-6 6-4 7-5                   | Brian Norton              |               |                     |
| 23 agosto | Southampton Invitation 1926 Southampton, USA Erba Singolare - Doppio              |                                               |                           |               |                     |
| 23 agosto | Cinque Ports Championships 1926 Folkestone, Gran Bretagna Singolare - Doppio      | John Pennycuick 6-2 6-4 6-4                   | Nigel Sharpe              |               |                     |
| 23 agosto | Cinque Ports Championships 1926 Folkestone, Gran Bretagna Singolare - Doppio      |                                               |                           |               |                     |
| 28 agosto | Newport Casino Trophy 1926 Newport, USA Erba Singolare - Doppio                   | Bill Tilden 3-6 6-4 6-0 8-6                   | Alfred Chapin             |               |                     |
| 28 agosto | Newport Casino Trophy 1926 Newport, USA Erba Singolare - Doppio                   | Bill Tilden Alfred Chapin 6-4 6-2 4-6 6-8 6-4 | Bill Johnston George King |               |                     |

### Settembre
| Settimana    | Torneo                                                                           | Vincitore                                                 | Finalista                 | Semifinalisti | Eliminati ai quarti |
| ------------ | -------------------------------------------------------------------------------- | --------------------------------------------------------- | ------------------------- | ------------- | ------------------- |
| 6 settembre  | South of England Championships 1926 Eastbourne, Gran Bretagna Singolare - Doppio | Charles Kingsley walkover                                 | Bunny Henry Austin        |               |                     |
| 6 settembre  | South of England Championships 1926 Eastbourne, Gran Bretagna Singolare - Doppio |                                                           |                           |               |                     |
| 6 settembre  | Yonkers Championships 1926 New York, USA Singolare - Doppio                      | Allen Hawthorne Behr 6-3 6-2 1-6 6-2                      | Frank Anderson            |               |                     |
| 6 settembre  | Yonkers Championships 1926 New York, USA Singolare - Doppio                      |                                                           |                           |               |                     |
| 13 settembre | U.S. National Championships 1926 New York, USA Singolare - Doppio                | René Lacoste 6-4 6-0 6-4                                  | Jean Borotra              |               |                     |
| 13 settembre | U.S. National Championships 1926 New York, USA Singolare - Doppio                | Richard Norris Williams Vincent Richards 6-4 6-8 11-9 6-3 | Bill Tilden Alfred Chapin |               |                     |

### Ottobre
| Settimana  | Torneo                                                                                   | Vincitore                          | Finalista          | Semifinalisti | Eliminati ai quarti |
| ---------- | ---------------------------------------------------------------------------------------- | ---------------------------------- | ------------------ | ------------- | ------------------- |
| 4 ottobre  | Northumberland Hard Court Championships 1926 Newcastle, Gran Bretagna Singolare - Doppio | Pat Hughes 6-1 8-6                 | John Brian Gilbert |               |                     |
| 4 ottobre  | Northumberland Hard Court Championships 1926 Newcastle, Gran Bretagna Singolare - Doppio |                                    |                    |               |                     |
| 11 ottobre | British Covered Court Championships 1926 Londra, Gran Bretagna Singolare - Doppio        | Jean Borotra 6-3 6-2 6-4           | Donald M. Greig    |               |                     |
| 11 ottobre | British Covered Court Championships 1926 Londra, Gran Bretagna Singolare - Doppio        |                                    |                    |               |                     |
| 25 ottobre | Mexican Championships 1926 Città del Messico, Messico Singolare - Doppio                 | Robert Kinsey 6-4 11-9 5-7 2-6 8-6 | Louis Thalheimer   |               |                     |
| 25 ottobre | Mexican Championships 1926 Città del Messico, Messico Singolare - Doppio                 |                                    |                    |               |                     |

### Novembre
| Settimana   | Torneo                                                               | Vincitore                        | Finalista     | Semifinalisti | Eliminati ai quarti |
| ----------- | -------------------------------------------------------------------- | -------------------------------- | ------------- | ------------- | ------------------- |
| 1º novembre | Tournois de La Toussaint 1926 Parigi, Francia Singolare - Doppio     | Jean Borotra 7-5 6-0 6-2         | Denis Laurent |               |                     |
| 1º novembre | Tournois de La Toussaint 1926 Parigi, Francia Singolare - Doppio     |                                  |               |               |                     |
| 29 novembre | Victorian Championships 1926 Melbourne, Australia Singolare - Doppio | Gerald Patterson 4-6 6-3 6-4 6-4 | Jack Crawford |               |                     |
| 29 novembre | Victorian Championships 1926 Melbourne, Australia Singolare - Doppio |                                  |               |               |                     |

### Dicembre
| Settimana   | Torneo                                                                               | Vincitore                                        | Finalista                | Semifinalisti | Eliminati ai quarti |
| ----------- | ------------------------------------------------------------------------------------ | ------------------------------------------------ | ------------------------ | ------------- | ------------------- |
| 13 dicembre | Bristol Cup 1926 Cannes, Francia Singolare - Doppio                                  | Karel Koželuh 3-6 6-1 6-2 6-0                    | Albert Burke             |               |                     |
| 13 dicembre | Bristol Cup 1926 Cannes, Francia Singolare - Doppio                                  |                                                  |                          |               |                     |
| 13 dicembre | Pennsylvania Athletic Club Indoor Tournament 1926 Filadelfia, USA Singolare - Doppio | Bill Tilden 6-1 6-3 6-4                          | Manuel Alonso            |               |                     |
| 13 dicembre | Pennsylvania Athletic Club Indoor Tournament 1926 Filadelfia, USA Singolare - Doppio | Bill Tilden Willburn Coen 5-7 7-9 6-3 6-2 ritiro | Gene Dixon Manuel Alonso |               |                     |
| 13 dicembre | Carlton Pro Championships 1926 Cannes, Francia Singolare - Doppio                    | Robert Ramillon 6-3 4-6 6-3                      | Paul Heston              |               |                     |
| 13 dicembre | Carlton Pro Championships 1926 Cannes, Francia Singolare - Doppio                    |                                                  |                          |               |                     |
| 20 dicembre | Monegasque Championships 1926 Monte Carlo, Monte Carlo Singolare - Doppio            | Jacques Brugnon 6-1 6-1 4-6 4-6 6-1              | Erik Worm                |               |                     |
| 20 dicembre | Monegasque Championships 1926 Monte Carlo, Monte Carlo Singolare - Doppio            |                                                  |                          |               |                     |
| 20 dicembre | New Zealand Championships 1926 Auckland, Nuova Zelanda Singolare - Doppio            | Eskell D. Andrews 2-6 4-6 6-1 6-0 6-3            | Allan L. North           |               |                     |
| 20 dicembre | New Zealand Championships 1926 Auckland, Nuova Zelanda Singolare - Doppio            | L.G. Knott N.G. Sturt                            |                          |               |                     |

## Senza data
| Settimana  | Torneo                                                   | Vincitore     | Finalista                 | Semifinalisti | Eliminati ai quarti |
| ---------- | -------------------------------------------------------- | ------------- | ------------------------- | ------------- | ------------------- |
| Senza data | Torneo di La Jolla 1926 La Jolla, USA Singolare - Doppio | James Ruscher | non conosciuta (bandiera) |               |                     |
| Senza data | Torneo di La Jolla 1926 La Jolla, USA Singolare - Doppio |               |                           |               |                     |